# Antonius Eisenhoit

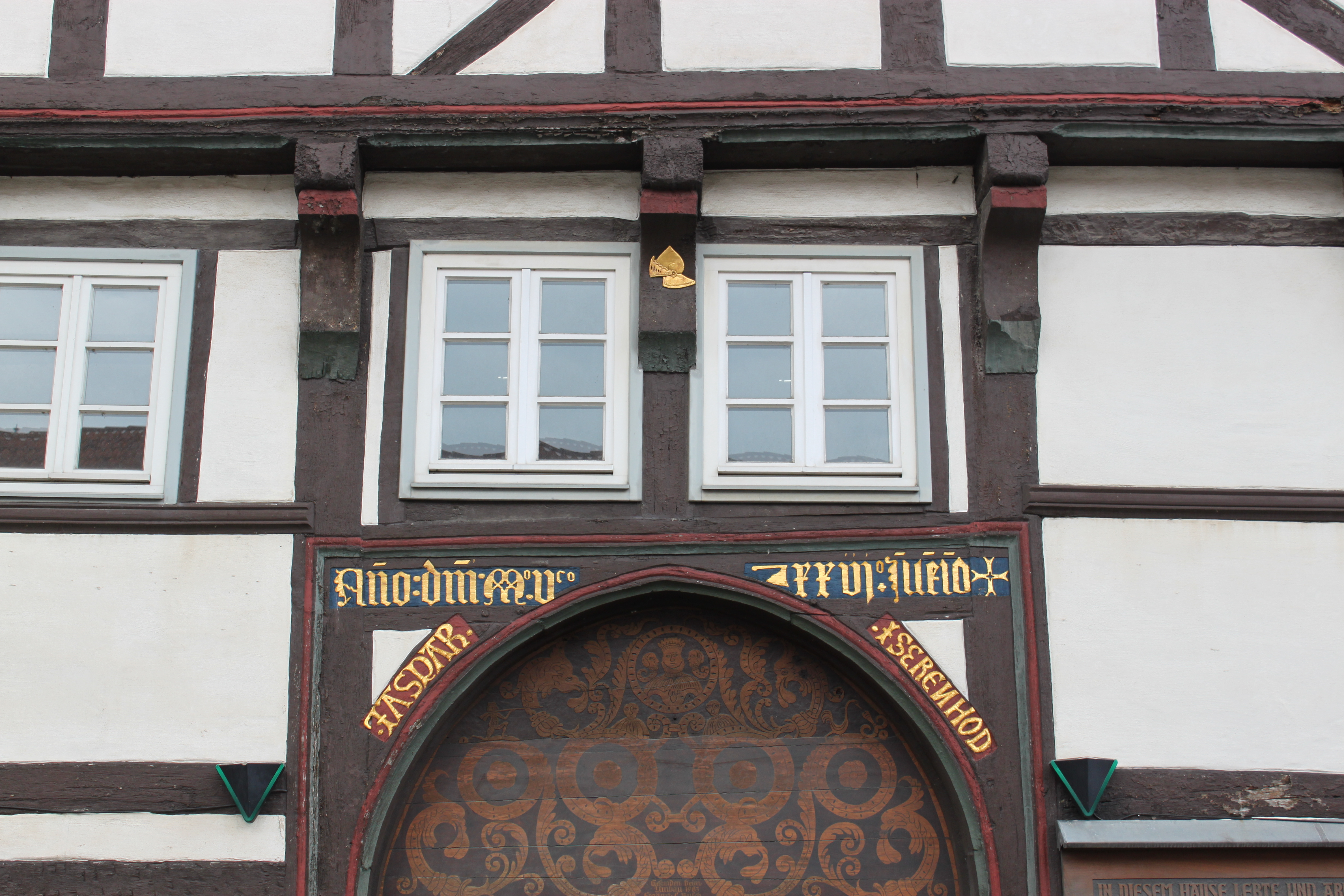
Portal des Eisenhoithauses in Warburg mit dem Helm als Familienwappen

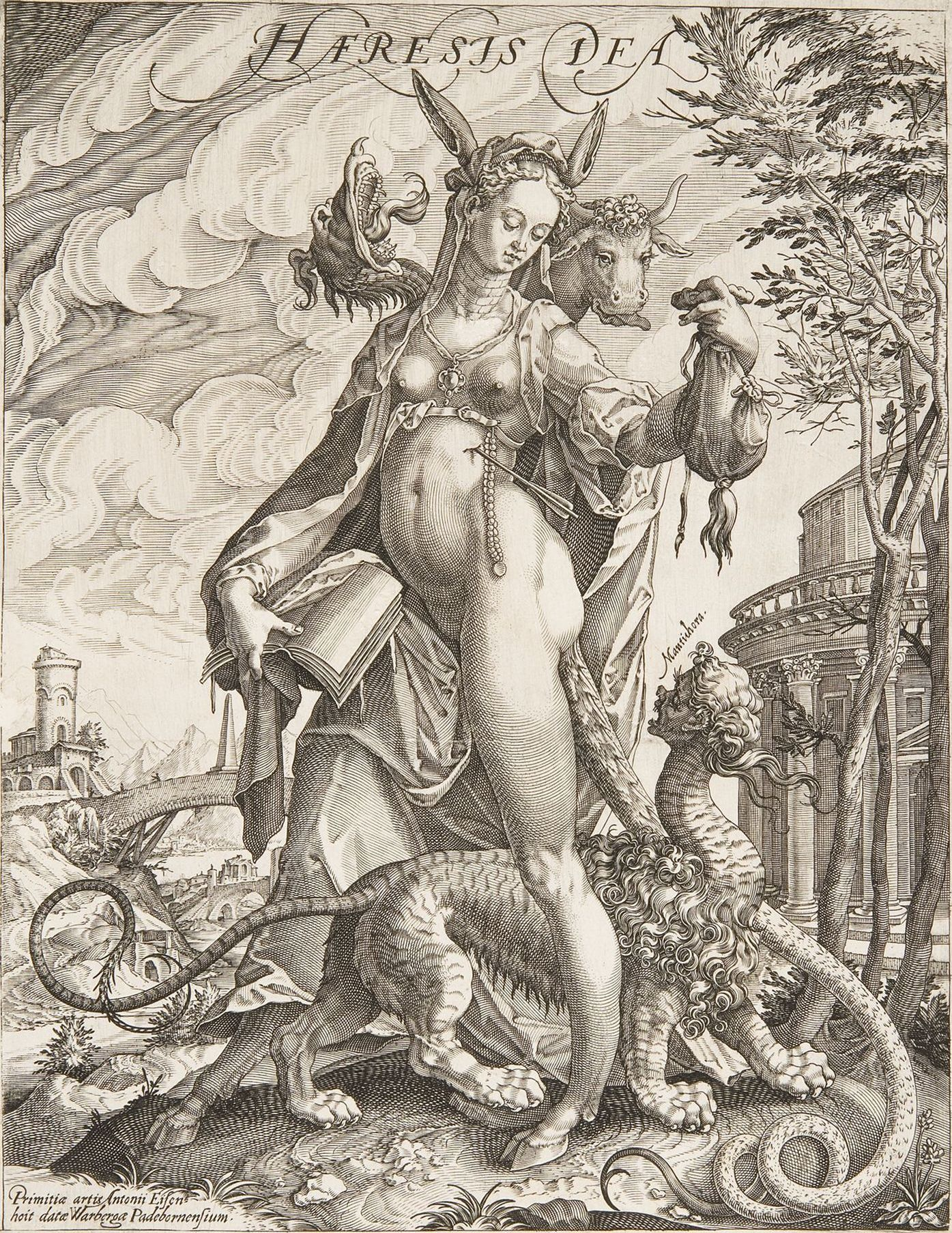
Die Häresie als Göttin (1589)

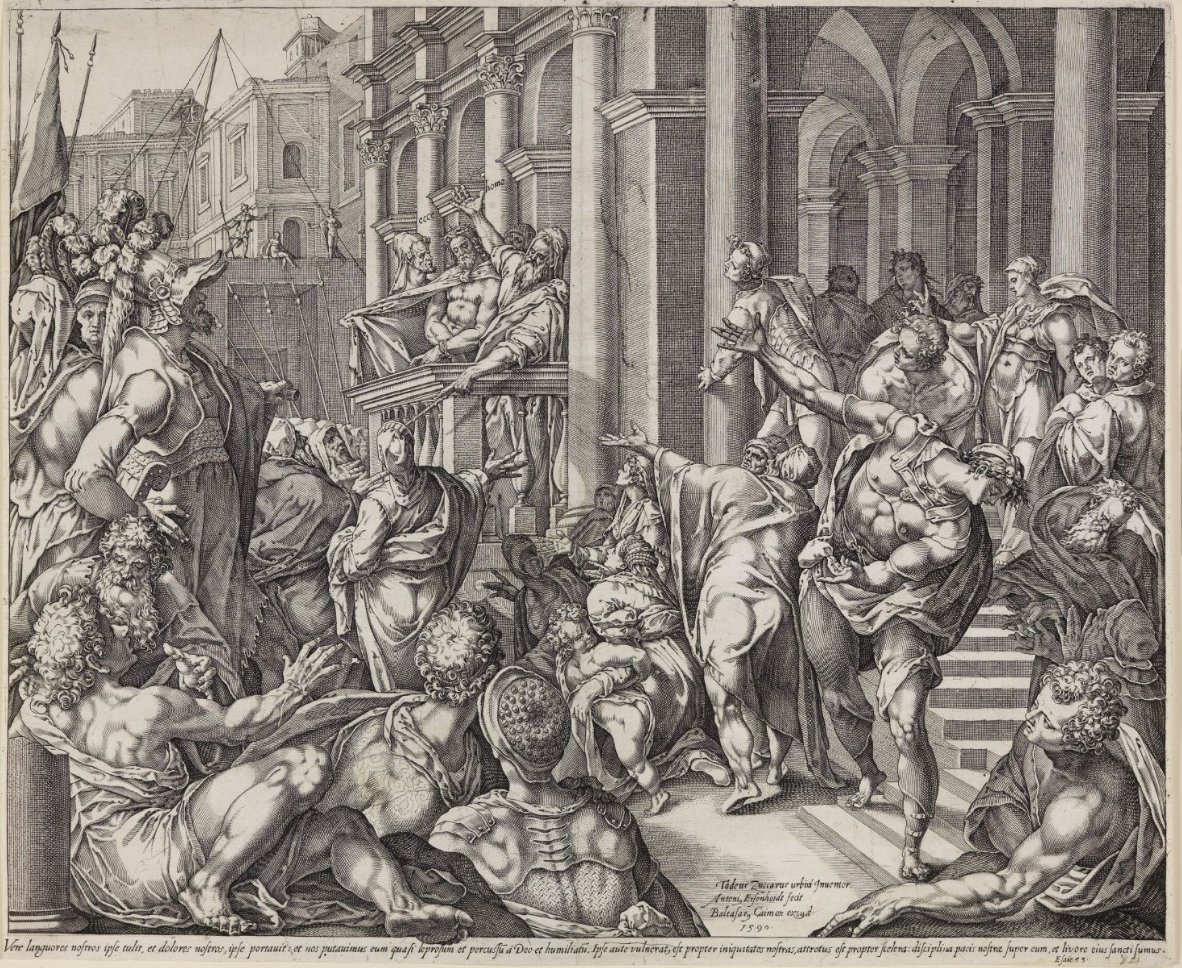
Ecce homo (1590)

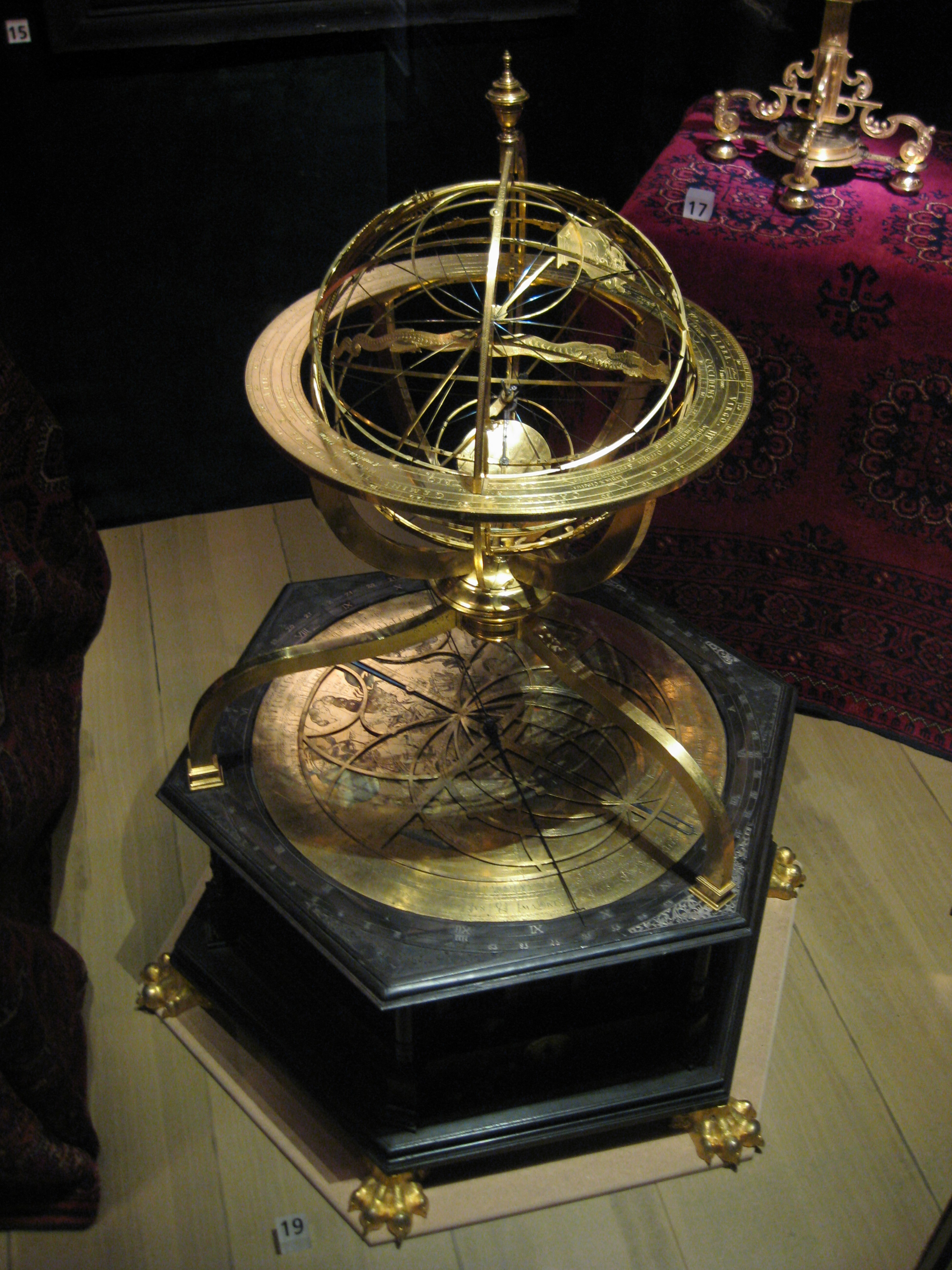
Armillarsphäre, gemeinsam mit Jost Bürgi (1585)

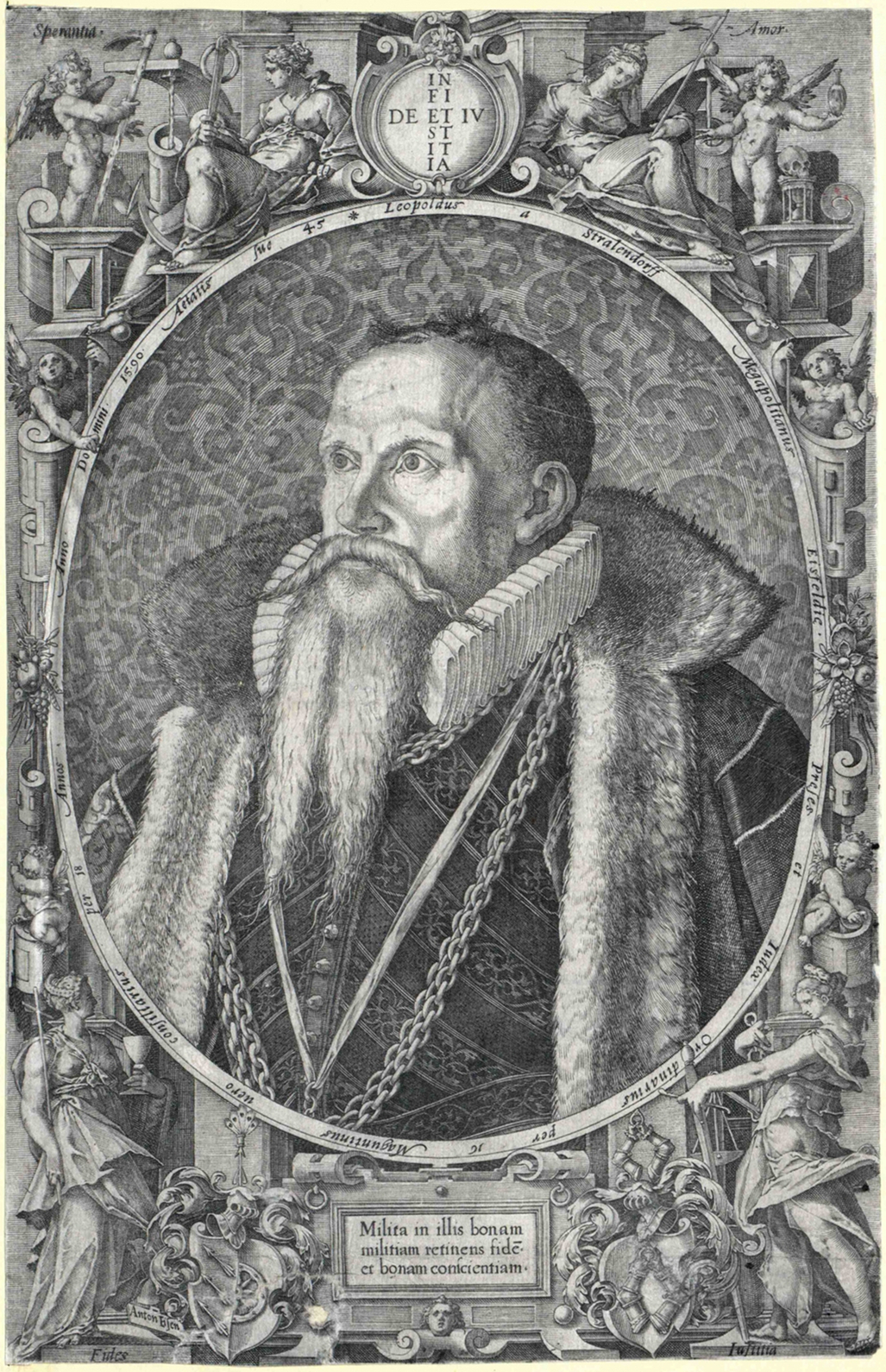
Leopold von Stralendorf (nach 1590)

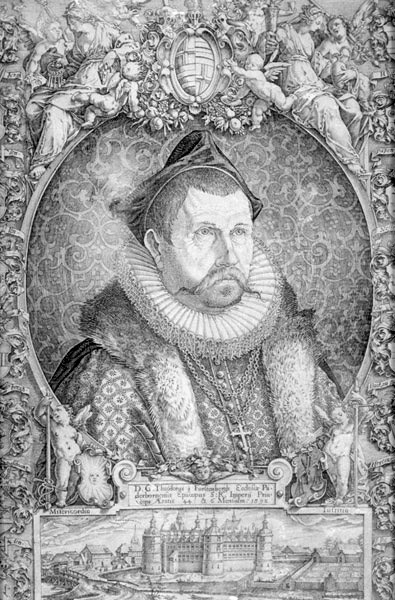
Dietrich von Fürstenberg (1592)

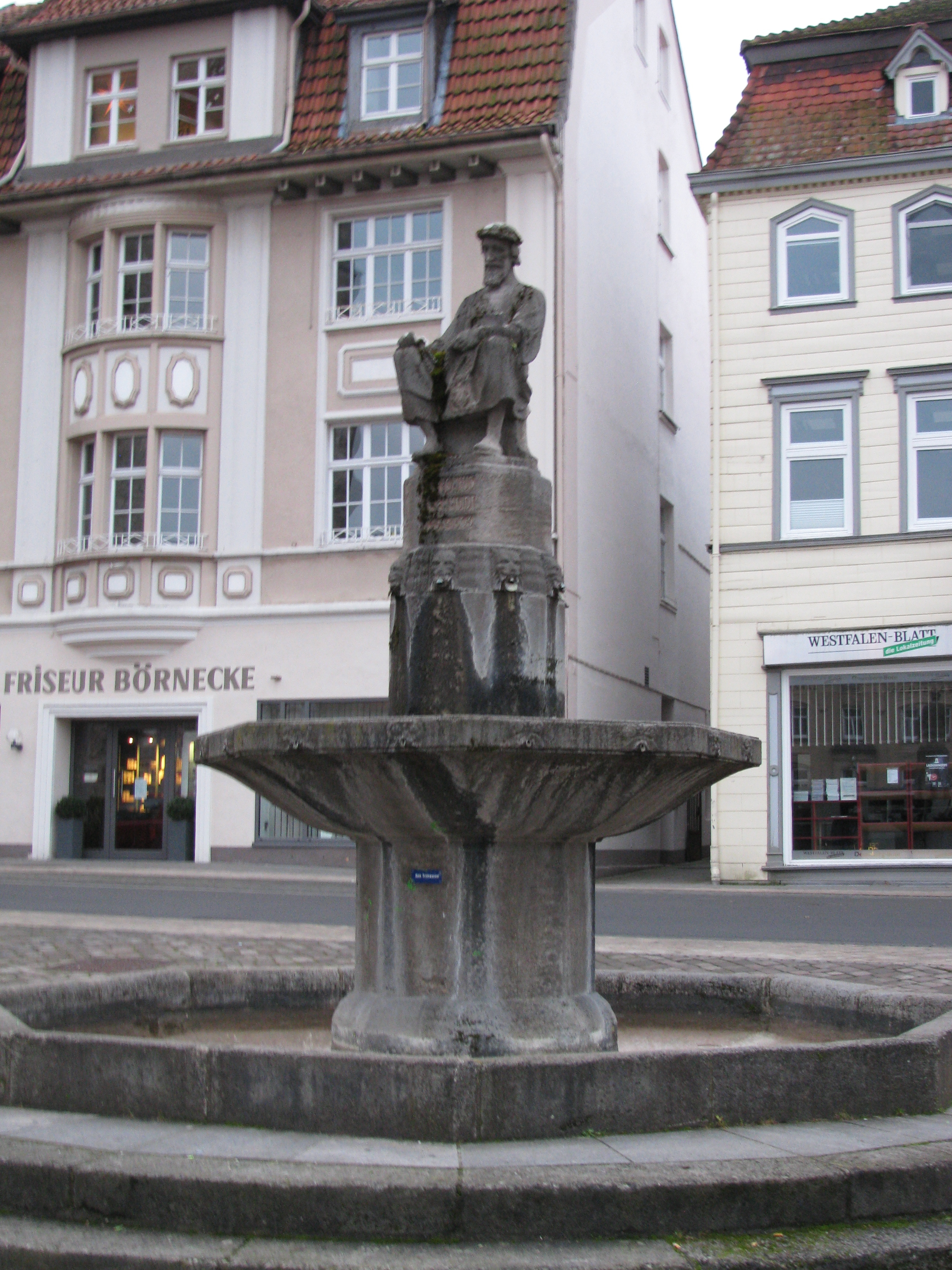
Eisenhoitbrunnen in Warburg von Franz Heise

Antonius Eisenhoit (auch Eisenhoit von Warburg, * 1553/1554 in Warburg-Altstadt im Hochstift Paderborn; † Herbst 1603 in Warburg) war ein deutscher Goldschmied, Silberschmied, Kupferstecher und Zeichner.

## Leben
Nach Lehr- und Wanderjahren und einem mehrjährigen Aufenthalt in Rom, wo er für ein Mitglied der päpstlichen Kurie arbeitete, kehrte er nach Warburg zurück. Dort fertigte er zwanzig Jahre lang Kunstwerke, meist Auftragsarbeiten wie für die Metallotheca Vaticana von Michele Mercati an. Er wurde auch als deutscher Benvenuto Cellini bezeichnet.
Er scheint Werke gelegentlich als Anton Eisen signiert zu haben.

## Werke (Auswahl)

### Kupferstiche
- Apoll vom Belvedere (um 1580) (im Museum im Stern, Warburg)
- Die Häresie als Göttin (1589)
- Ecce homo (nach Taddeo Zuccari) (1590)
- Porträt von Leopold von Stralendorf (nach 1590)
- Porträt von Dietrich von Fürstenberg (1592)

### Metallarbeiten
- Armillarsphäre mit astronomischer Uhr, gemeinsam mit Jost Bürgi (1585)
- Schützenkleinod für die Warburger Schützengesellschaft
- Altarausstattung für die Kapelle der Burg Schnellenberg, heuta auf Schloss Herdringen.

## Ehrungen
- 1912 wurde vom Bildhauer Franz Heise auf dem Warburger Neustadtmarkt ein Denkmal mit Springbrunnen errichtet, das ihn sitzend in einer Arbeitspause zeigt.
- Die ehemalige „Eisenhoitschule“ in Warburg, Förderschule mit dem Förderschwerpunkt Lernen, war nach ihm benannt.